# Alberto Pallavicini
Alberto Pallavicini fue el quinto marqués de Bodonitsa a la muerte de su padre hasta su propia muerte en 1311. Su padre era Tomás, un sobrino nieto del primer marqués Guido. Alberto se casó con María dalle Carceri, una mujer de la nobleza veneciana de Eubea. Incluso obtuvo una sexta parte de la isla.
Era un leal vasallo de los príncipes de Acaya. En 1305, fue convocado por su señor Felipe de Saboya a un torneo y un parlamento en el Istmo de Corinto. En 1307, obedeció a una convocatoria similar de Felipe I de Tarento. El 15 de marzo de 1311, siguió a Gualterio V de Brienne en la batalla del río Cefiso, pero no salió con vida. Su feudo fue heredado por su viuda y su hija, Guillermina.